# Санаторный (Свердловская область)
Санаторный — посёлок в городском округе Верхняя Пышма Свердловской области. Управляется Балтымским сельским советом. Площадь поселка 25,540 кв.км.

## География
Населённый пункт расположен неподалёку от западного берега озера Балтым в 5,5 километрах на север от административного центра округа — города Верхняя Пышма.

### Часовой пояс
Санаторный как и вся Свердловская область, находится в часовой зоне МСК+2. Смещение применяемого времени относительно UTC составляет +5:00.

## Население
| 2002 | 2010 |
| ---- | ---- |
| 197  | ↗384 |

## Инфраструктура
Посёлок разделён на 29 улиц и шесть переулков.